# 1843 في الولايات المتحدة
فيما يلي قوائم الأحداث التي وقعت خلال عام 1843 في الولايات المتحدة.

## سياسة

### تعيين في المنصب
- 1 يناير – جيمس ماكدويل حاكم فرجينيا [الإنجليزية]‏.
- 7 يناير – جورج كراوفورد عضو مجلس النواب الأمريكي،حاكم جورجيا [الإنجليزية]‏.
- 30 يناير – ألكسندر موتون حاكم لويزيانا [الإنجليزية]‏.
- 4 مارس – أندرو جونسون عضو مجلس النواب الأمريكي.
- 4 مارس – الكسندر رمزي عضو مجلس النواب الأمريكي.
- 4 مارس – جون سليدل عضو مجلس النواب الأمريكي.
- 4 مارس – جون ميلتون نيليز عضو مجلس الشيوخ الأمريكي.
- 4 مارس – ديفيد سيتيل ريد عضو مجلس النواب الأمريكي.
- 4 مارس – روبرت ماكليلاند عضو مجلس النواب الأمريكي.
- 4 مارس – هانيبال هاملين عضو مجلس النواب الأمريكي.
- 7 مارس – إدوارد كافاناه حاكم مين [الإنجليزية]‏.
- 8 مارس – جون سي سبنسر وزير الخزانة الأمريكي.
- 8 مارس – جيمس ماديسون بورتر وزير حرب الولايات المتحدة.
- 2 مايو – جيمس فينر حاكم رود آيلاند [الإنجليزية]‏.
- 1 يوليو – جون نيلسون نائب عام الولايات المتحدة.
- 14 أكتوبر – ديفيد أتشيسون عضو مجلس الشيوخ الأمريكي.
- 4 ديسمبر – هاميلتون فيش عضو مجلس النواب الأمريكي.

### انتهاء فترة المنصب
- 1 مارس – والتر فوروارد وزير الخزانة الأمريكي.
- 3 مارس – ألكسندر هيو هولمز ستيوارت عضو مجلس النواب الأمريكي.
- 3 مارس – جورج كراوفورد عضو مجلس النواب الأمريكي.
- 3 مارس – ميلارد فيلمور عضو مجلس النواب الأمريكي.
- 3 مارس – ناثان كليفورد عضو مجلس النواب الأمريكي.
- 3 مارس – وليام الكسندر غراهام عضو مجلس الشيوخ الأمريكي.
- 3 مارس – وليام بي فيسيندين عضو مجلس النواب الأمريكي.
- 4 مارس – جون سي سبنسر وزير حرب الولايات المتحدة.
- 1 مايو – صمويل وارد كينغ حاكم رود آيلاند [الإنجليزية]‏.
- 20 يونيو – هيو لاغري نائب عام الولايات المتحدة.

## ظهور
- 1 يناير – الحشرة الذهبية قصة قصيرة من تأليف إدغار آلان بو.

## مواليد

### يناير
- 29 يناير – ويليام ماكينلي سياسي أمريكي.

### فبراير
- 10 فبراير – إيلي هيوستن موراي سياسي من الولايات المتحدة الأمريكية.
- 16 فبراير – تاونزيند ستيث برانديجي عالم نبات أمريكي.
- 16 فبراير – هنري إم ليلاند مهندس من الولايات المتحدة الأمريكية.

### أبريل
- 15 أبريل – هنري جيمس

### مايو
- 3 مايو – وليام لاين ويلسون سياسي أمريكي.

### أغسطس
- 1 أغسطس – روبرت تود لينكولن سياسي أمريكي.
- 10 أغسطس – جوزيف ماكينا سياسي أمريكي.
- 10 أغسطس – دبليو ميلر ممثل من الولايات المتحدة الأمريكية.
- 19 أغسطس – سايروس سكوفيلد سياسي أمريكي.
- 20 أغسطس – إدوارد لي غرين عالم نبات أمريكي.
- 30 أغسطس – جون سباركس سياسي أمريكي.

### سبتمبر
- 13 سبتمبر – ماريان هوبر ادامز
- 23 سبتمبر – إيميلي وارين رويبلنج مهندسة من الولايات المتحدة الأمريكية.

### أكتوبر
- 15 أكتوبر – هربرت دبليو. لاد سياسي أمريكي.
- 22 أكتوبر – ستيفان مولتون بابكوك كيميائي أمريكي.
- 29 أكتوبر – جون ميلر

### نوفمبر
- 6 نوفمبر – مارتن أوغسطين ناب قاضي من الولايات المتحدة الأمريكية.
- 23 نوفمبر – هنري كلاي باين سياسي أمريكي.

### ديسمبر
- 21 ديسمبر – تشارلز فيلبس تافت سياسي أمريكي.

## وفيات

### يناير
- 11 يناير – فرانسيس سكوت كي (مواليد 1779)

### فبراير
- 13 فبراير – ناثانيل شيبمان (مواليد 1752) سياسي أمريكي.

### أبريل
- 1 أبريل – جون آرمسترونغ الابن (مواليد 1758) سياسي أمريكي.
- 25 أبريل – جون روبنسون مكراكين (مواليد 1794) سياسي أمريكي.

### مايو
- 28 مايو – نوح وبستر (مواليد 1758) سياسي أمريكي.

### يونيو
- 20 يونيو – هيو لاغري (مواليد 1797) سياسي أمريكي.

### أكتوبر
- 1 أكتوبر – وليام كيني (مواليد 1781) سياسي من الولايات المتحدة الأمريكية.

### نوفمبر
- 10 نوفمبر – جون ترمبل (مواليد 1756) فنان أمريكي.

### ديسمبر
- 18 ديسمبر – سميث طومسون (مواليد 1768) سياسي أمريكي.